# Carl Stephan (Politiker)
Carl Stephan, auch Karl (* 16. November 1863 in Harburg; † 2. Juni 1944 in Hildesheim) war ein deutscher Politiker (SPD).

## Leben
Nach dem Volksschulabschluss absolvierte Stephan eine Malerlehre. In den folgenden Jahren besuchte er die Fortbildungsschule und die Kunstgewerbeschule. Seit den 1890er Jahren arbeitete er als selbständiger Malermeister in Hildesheim. Darüber hinaus war er seit 1912 Vorsitzender des Aufsichtsrates des Hildesheimer Konsumvereins.
Stephan trat in die SPD ein und wurde 1890 Vorsitzender der Partei in Hildesheim. Während der Novemberrevolution war er Vorsitzender des Hildesheimer Arbeiter- und Soldatenrates. Im Dezember 1918 wurde er als Delegierter zum Reichsrätekongress entsandt. Von 1919 bis 1924 war er Stadtverordneter in Hildesheim. Von 1919 bis 1921 gehörte er der Verfassunggebenden Preußischen Landesversammlung an und von 1921 bis 1933 war er Mitglied des Preußischen Landtages.